# Runaway (카니예 웨스트의 노래)
〈Runaway〉는 미국의 힙합 레코딩 아티스트 카니예 웨스트의 노래로, 그의 다섯 번째 스튜디오 앨범인 《My Beautiful Dark Twisted Fantasy》 (2010년)의 두 번째 싱글로 발매되었다. 그것은 웨스트의 레이블 GOOD 뮤직과 계약한 푸샤 T를 특징으로 한다. 프로듀싱은 웨스트가, 공동 프로듀서인 에밀 헤이니, 제프 배스커, 마이크 딘과 함께 맡았다. 이 작곡은 반복되는 피아노 리프, 복잡한 샘플, 웨스트의 앨범 《808s & Heartbreak》 (2008년)와 몇 가지 유사점을 가진 프로듀싱 스타일을 특징으로 한다. 자연에서 매우 개인적인 노래로 묘사되는 이 곡은 그의 실패한 관계에 대한 웨스트의 생각과 그에 대한 언론의 인식을 수용하는 그의 생각을 표현한다. 가사는 과거 서양을 겨냥한 비판을 탐구하며 "toast to the douchebags (멍청이들에게 건배)" 역할을 한다.
2010년 MTV 비디오 뮤직 어워드에서 초연되기 전, 2009년 MTV 비디오 뮤직 어워드에서 있었던 일로 인해 대중의 관심을 끌었다. 시사회에서 웨스트의 공연은 긍정적인 평가를 받았으며, 2010년 10월 4일 온라인을 통해 완곡이 공개되었다. 이 노래 자체는 음악 평론가들로부터 보편적인 찬사를 받았으며 MTV, 《피치포크》, 《롤링 스톤》, 《콤플렉스》, 《뉴욕 포스트》를 포함한 여러 출판사에서 올해의 최고의 노래에 이름을 올렸다. 비평가들은 이 노래가 진정성 있는 주제, 노래의 개방성, 그리고 영혼이 충만하고 깨끗한 프로듀싱이라고 칭찬했다. 이 곡은 웨스트가 발표한 싱글 중 가장 좋은 평가를 받은 곡 중 하나가 되었고, 몇몇 비평가들은 이 곡이 웨스트의 대중과의 상업적 컴백을 확고히 했다고 언급했다.
이 노래는 빌보드 핫 100에서 12위로 데뷔하여 정점을 찍었고, 《My Beautiful Dark Twisted Fantasy》의 노래 대다수가 수록된 35분짜리 단편 영화인 《런어웨이》의 중심 작품이다. 이 곡의 거의 10분 분량의 뮤직 비디오는 발레 무용수들이 정교한 안무를 선보이는 것을 보여준다. 뮤직 비디오는 음악 평론가들로부터 대부분 긍정적인 평가를 받았는데, 그들은 영상의 범위, 창의성 정도, 그리고 제작 디자인을 칭찬했다.

## 배경
〈Runaway〉의 오리지널 커버 아트는 발레리나의 동시대의 시각 예술가 조지 콘도가 찍은 사진이다. 콘도는 두 개의 다른 홍보용 작품을 제작했고, 《My Beautiful Dark Twisted Fantasy》 및 여러 싱글의 커버 아트웍도 제작했다. 2010년 10월 1일 웨스트는 발레리나 콘도의 작품인 〈Runaway〉의 새로운 커버 아트를 발표했다. 2010년 10월 4일, 이 곡은 아이튠즈 스토어에 두 번째 싱글로 발매되었다. 그 웹사이트는 오리지널 사진 커버 아트를 사용한다.

### 녹음
웨스트가 2009년 MTV 비디오 뮤직 어워드에서 녹음 아티스트 테일러 스위프트를 수상 소감 중에 방해한 것을 포함하여, 이 곡의 영감 중 일부는 다양한 미디어 논란에서 비롯되었다. 이 논란으로 웨스트는 하와이 오아후섬으로 망명했으며, 개인적으로 친하지 않은 아티스트들과 협력하는 것을 피하면서, 주로 은둔적인 성격으로 그의 다섯 번째 스튜디오 앨범을 녹음했다. 《My Beautiful Dark Twisted Fantasy》의 대다수처럼, 〈Runaway〉가 그곳에서 제작되었다. 앨범의 노래를 녹음하기 위해 하와이로 초청된 다양한 아티스트들 중에는 힙합 듀오 클립스로 유명한 래퍼 푸샤 T가 있었다.

## 인증
| 국가                                                            | 인증        | 판매량/출하량 |
| --------------------------------------------------------------- | ----------- | ------------- |
| 오스트레일리아 (ARIA)                                           | 플래티넘    | 70,000^       |
| 덴마크 (IFPI Danmark)                                           | 골드        | 45,000        |
| 영국 (BPI)                                                      | 실버        | 200,000       |
| 미국 (RIAA)                                                     | 2× 플래티넘 | 2,000,000     |
| ^출하량을 기반으로 한 인증 · 판매량+스트리밍을 기반으로 한 인증 |             |               |